# Yves Benot
Yves Bénot ou Yves Benot, pseudonyme d'Édouard Helman, né à la Ferté-sous-Jouarre le 23 décembre 1920 et mort à Paris 14e le 3 janvier 2005, est un journaliste et un militant anticolonialiste. Il a rédigé de nombreux ouvrages consacrés au colonialisme.

## Biographie
Son père, médecin né en Roumanie, exerçait à La Ferté-sous-Jouarre et se distingua pendant la bataille de la Marne en 1914. Arrêtés et déportés en 1943, lui et son épouse furent probablement exécutés à leur arrivée en camp d'extermination. Interrompant des études de lettres, Yves Benot rejoint pour sa part la France libre par l'Espagne[réf. nécessaire]. Après la fin de la guerre, il reprend une activité littéraire (préparation d'un volume de textes d'Antonin Artaud) et politique (Revue du Moyen-Orient). Il commence aussi une carrière de professeur de lettres, d'abord au Maroc où il exerce une activité journalistique.
Revenu en France, il travaille dans des publications liées au Parti communiste français, notamment aux Lettres françaises de 1953 à 1956. En 1958, il rejoint la Guinée nouvellement indépendante pour enseigner au lycée de garçons de Conakry. En 1962, après le procès des enseignants, il rejoint le Ghana de Nkrumah où il reste jusqu'à la chute de celui-ci.
En 1976, il soutient sa thèse de doctorat d’État devant l’Université de Paris-8, portant le titre « Fonctions historiques des idéologies et de la science d’après l’exemple de l’Afrique noire » ce qui lui permet d'obtenir le titre de docteur ès lettres.
Très inspiré par les Lumières du XVIIIe siècle, il démontre leur avance sur leur temps malgré leurs ambiguïtés. Il estime que, plutôt que de s'indigner, rétrospectivement, des insuffisances de la lutte contre l'esclavage, il convient surtout de réintégrer la colonisation dans l'Histoire et d'en comprendre les mécanismes.
Dans son ouvrage, Massacres coloniaux (1994), il s'insurge d'une « révision de l’histoire coloniale » accusant les historiens Charles-Robert Ageron, René Rémond ou 
Denise Bouche, ce que Guy Pervillé décrit comme étant la démarche d'un « anticolonialiste militant ».
Il est inhumé le 8 janvier 2005 au cimetière du Père-Lachaise (36e division).

## Publications
- Idéologies des indépendances africaines, Paris, Maspero, 1969.
- Indépendances africaines. Idéologies et réalités, Paris, Maspero, 2 vol., 1975.
- Diderot, de l’athéisme à l’anticolonialisme, Paris, Maspero, 1970.
- Histoire philosophique et politique des deux Indes, Paris, Maspero, 1981.
- Les Députés africains au Palais-Bourbon, Paris, Chaka, 1989.
- Massacres coloniaux. 1944-1950 : la IVe République et la mise au pas des colonies françaises, Paris, La Découverte, 1994.
- La Révolution et la fin des colonies, Paris, La Découverte, 1987.
- La Démence coloniale sous Napoléon, Paris, La Découverte, 1992.
- La Guyane sous la Révolution ou l’Impasse de la Révolution pacifique, Paris, Ibis rouge Éditions, 1997.
- Comment Santo Domingo n'a pas été occupé par la République française en 1795-1796 (An III-IV), Annales Historiques de la Révolution française, 1998, no 1(79 à 87)
- La Modernité de l’esclavage. Essai sur l’esclavage au cœur du capitalisme, Paris, La Découverte, 2003.
- Les Lumières, l’esclavage et la colonisation, Paris, La Découverte, 2005.